# Tehreek-e-Taliban Pakistan
Tehreek-e-Taliban Pakistan (TTP) er en af de vigtigste militante paraplyorganisationer for Taliban i Pakistan. De ligger først og fremmest i konflikt med de centrale myndigheder i Pakistan.
Gruppen har svoret evig troskab til både Taliban-lederen Mullah Omar og Osama bin Laden. Blandt gruppens egne definerede mål er modstand mod den pakistanske hær, håndhævelse af sharia-lovværket og at smide USA og NATO-styrkerne ud af Afghanistan.
TTP blev grundlagt i december 2007 efter det pakistanske militær gennemførte militære operationer i stammeområder, for at bekæmpe udenlandske militante som kom over grænsen fra Afghanistan. Mens det pakistanske militær hovedsagelig koncentrerede sig om den afghanske organisation Taliban, kunne mindre islamiske grupperinger lettere koordinere tæt samarbejde. Organisationen blev dannet under ledelse af Baitullah Mehsud. 
Den 25. august 2008 blev organisationen forbudt af de pakistanske myndigheder og samtidigt frøs organisationens bankkontoer og ejendele og de udlyste dusører på de mest mest fremtrædende lederne af TTP.
Den 16. december 2014 stod TTP bag Skoleangrebet i Peshawar som er beskrevet som den værste terrorhandling nogensinde i Pakistans historie. Her myrdede syv medlemmer af gruppen 145 mennesker på en offentlig skole, af disse var 132 børn i alderen 8 til 18år, resten var ansatte på skolen.